# Agostino Rocca
Agostino Rocca (Milán, 25 de mayo de 1895 - Buenos Aires, 17 de febrero de 1978) fue un empresario italiano de la industria siderúrgica argentina, fundador del Grupo Techint.

## Biografía

### Etapa italiana
Nació el 25 de mayo de 1895 en Milán, Lombardía, Italia. Era hijo de Giuseppe Rocca (ingeniero ferroviario) y de Enriqueta Sismondo. Su adolescencia transcurrió en el Colegio Militar de Roma para pasar, después de unos años, a la Academia Militar de Torino. Combatió en la Primera Guerra Mundial, siendo condecorado por su valor en combate. [cita requerida]
En 1921 obtuvo el título de ingeniero industrial y electrónico en el Politécnico de Milán, casándose al poco tiempo con María Queirazza, heredera de accionistas de la Banca Commerciale Italiana, con quien tuvo dos hijos: Roberto y Anna.[cita requerida]
Fue contratado inmediatamente en los establecimientos metalúrgicos Dalmine de Bérgamo, siendo designado en 1925 como asesor técnico industrial, porque la Banca Commerciale Italiana controlaba financieramente esa empresa que producía tubos de acero sin costura. De ahí que su carrera fuera meteórica, alcanzando a los treinta y cinco años la vicepresidencia.
Al abatirse sobre Italia la crisis de 1930, el Estado fascista italiano se hizo cargo de importantes empresas al borde de la quiebra, centralizándolas en el IRI (Instituto para la Reconstrucción Industrial), siendo designado Rocca como director general, reorganizando las acerías de Terni, la ILVA, la Cogne, la SIAC y otras, sin dejar la empresa Dalmine. El IRI crea la Finsider, un holding de empresas siderúrgicas, y nombra como su director general a Agostino Rocca.

### Etapa argentina
Luego decidió emprender camino a una nueva vida, eligiendo la Argentina, gracias a una entrevista con el empresario industrial Torcuato Di Tella. Sus planes para una nueva empresa fueron secundados por su hermano Enrique, su hijo Roberto, Rodolfo y Eduardo Queirazza, hermanos de su esposa, Roberto Einaudi, y otros colaboradores fieles, junto a los cuales Agostino Rocca fundó la Techint (Compagnia Técnica Internazionale S.P.A. italiana). Di Tella lo recomendó ante Perón como asesor para el futuro plan siderúrgico nacional, comenzando así sus vinculaciones con el Estado argentino. 
En mayo de 1946, Agostino Rocca fundó la Techint argentina con quince empleados, para ocuparse de la importación de grúas, tubos, máquinas navales y motores italianos. La expansión de la empresa Techint tuvo dos líneas directrices: por una parte promoción, proyectos y construcción de establecimientos industriales en el campo metal-mecánico, y por otro, proyectos y realización de obras públicas, especialmente oleoductos, grandes instalaciones de energía eléctrica y montajes industriales.
En 1948, Rocca compra en Campana, provincia de Buenos Aires, el terreno sobre el que se instalará la Dálmine Safta (Sociedad Argentina para la Fabricación de Tubos de Acero), la acería eléctrica Siderca (Siderurgia Campana), y la fábrica de estructuras metálicas, silos, calderas y materiales ferroviarios Cometarsa (Construcciones Metálicas Argentinas). Actualmente ocupan unas 400 has con 160.000 m² de edificios industriales, una docena de kilómetros de vías férrecas propias, caminos, 500 departamentos, escuelas, campo deportivo, iglesia, club y un canal de 2000 m. En 1965 trabajaban allí 3.300 personas; en 1987, ya eran 6.050 empleados.
También, en 1951 Rocca había fundado LOSA (Ladrillos Olavarría S. A.), para producir materiales para la construcción; en 1970 instaló en Ensenada, provincia de Buenos Aires, Propulsora Siderúrgica, para producir chapas y bobinas laminadas en frío, y en Florencio Varela, provincia de Buenos Aires, la Sidercolor, para el electro-cincado, pre-pintado y revestido plástico de chapa de acero laminado en frío.
El crecimiento del grupo fue espectacular en pocos años, siendo importante su desarrollo incluso a nivel internacional. El principal cliente de Techint fue siempre el Estado argentino, para el que construyó gasoductos, oleoductos, estaciones de bombeo, subestaciones eléctricas, terminales marítimas, centrales nucleares, líneas de microondas y telefónicas, puentes, galerías, aeropuertos, obras ferroviarias, etc.
Entre ellas se destacan: el primer gasoducto con Gas del Estado entre Comodoro Rivadavia y Buenos Aires en 1949, el montaje mecánico del Alto Horno de Somisa en 1957 y, al año siguiente, el de Zapla; el complejo vial Zárate-Brazo Largo, sobre el Río Paraná de las Palmas, con dos puentes de 550 metros de largo y 16 km de viaducto; y la galería del Cristo Redentor, que atraviesa la cordillera mendocina entre Argentina y Chile.
Agostino Rocca fue condecorado por el gobierno italiano como Caballero del Trabajo en 1966. Falleció en Buenos Aires el 17 de febrero de 1978, siendo enterrado por su expreso pedido en la ciudad de Campana, adonde la avenida principal y el centro industrial llevan su nombre. En 1988 la Fundación Konex lo reconoció como uno de los empresarios más importantes de la historia Argentina, otorgándole el Konex de Honor (póstumo).